# Suore catechiste francescane
Le suore catechiste francescane (in portoghese Irmãs Catequistas Franciscanas) sono un istituto religioso femminile di diritto pontificio: le suore di questa congregazione pospongono al loro nome la sigla C.I.C.A.F.

## Storia
La congregazione fu fondata il 15 gennaio 1915 a Rodeio, in Brasile, dal missionario francescano Policarpo Schuhen (1873-1939), che riunì alcune terziarie secolari francescane e le preparò al lavoro come insegnanti nelle scuole parrocchiali.
Sorto come compagnia di insegnanti secolari, nel 1958 l'istituto si trasformò in congregazione religiosa e fu aggregato all'Ordine dei frati minori; Gregório Warmeling, vescovo di Joinville, procedé all'erezione canonica della congregazione il 17 febbraio 1964.

## Attività e diffusione
Le suore si dedicano a qualsiasi forma di lavoro apostolico, specialmente all'insegnamento, e operano particolarmente nelle aree sprovviste di sacerdoti.
Sono presenti in America Latina (Argentina, Bolivia, Brasile, Cile, Guatemala, Paraguay, Perù, Repubblica Dominicana) in Angola e a Timor Est; la sede generalizia è a Joinville.
Alla fine del 2008 la congregazione contava 437 religiose in 126 case.